# 溴甲烷
溴甲烷是一种有机化合物，分子式CH3Br。

## 性质
无色气体，通常无臭。高浓度时有类似氯仿的甜气味，有辛辣味。易溶于乙醇、乙醚、氯仿、二硫化碳、苯、四氯化碳。液态时可与醇、醚、酮等混溶。在空气中不易燃，但可在氧气中燃烧。与空气形成爆炸性混合物。
- 临界温度：194°C
- 粘度：（0°C）0.397 mPa·s

## 毒性
剧毒。空气中最高容许浓度 1 ppm。(美国政府工业卫生学家会议(ACGIH)
1998年生产环境化学物质阈限值) ,GBZ 2-2002<<工作场所有害因素职业接触限值>>规定溴甲烷（皮）时间加权平均容许浓度2mg/m3。
对人体可引起神经系统障碍、肺水肿、肾闭锁等。

## 制备
1、甲醇、硫酸与溴化钠在60°C进行反应，生成溴甲烷气体，经冷凝后分别进入碱液和硫酸干燥塔，脱酸和水，再经精馏制得成品。
{\displaystyle \ CH_{3}OH+NaBr+H_{2}SO_{4}\rightarrow CH_{3}Br\uparrow +NaHSO_{4}+H_{2}O}
2、由甲醇与氢溴酸反应而得。
{\displaystyle \ CH_{3}OH+HBr\rightarrow CH_{3}Br+H_{2}O}
3、由甲醇、溴与硫在水存在下反应而得。
{\displaystyle \ S+3Br_{2}+6CH_{3}OH\ {\xrightarrow {H_{2}O}}\ 6CH_{3}Br+H_{2}SO_{4}+2H_{2}O}

## 用途
溴甲烷用于植物保护作为杀虫剂、杀菌剂和谷物熏蒸剂。也用作木材防腐剂、低沸点溶剂、有机合成原料和致冷剂等。